# Thymallus yaluensis
Thymallus yaluensis és una espècie de peix de la família dels salmònids i de l'ordre dels salmoniformes.

## Morfologia
- Els mascles poden assolir 20 cm de longitud total.[1][2]

## Hàbitat
És un peix d'aigua dolça, de clima temperat i bentopelàgic.

## Distribució geogràfica
Es troba a Corea, Sibèria, els Alps i les capçaleres del riu Mississipi.

## Observacions
És inofensiu per als humans.